# Henize 2-10
Henize 2-10 es una galaxia enana localizada a 34 millones de años luz en la constelación de Pyxis. Es la primera galaxia enana conocida que tiene como centro un agujero negro supermasivo. Tiene una declinación de -26° 24' 34' y un ascensión recta de 08h 36m 15s